# Rhacophorus helenae
Rhacophorus helenae es una especie de ranas que habita en sur de Vietnam (Ciudad Ho Chi Minh, Dong Nai, Binh Thuan). Fue descrita en 2012.